# Kaisereiche (Barsinghausen)

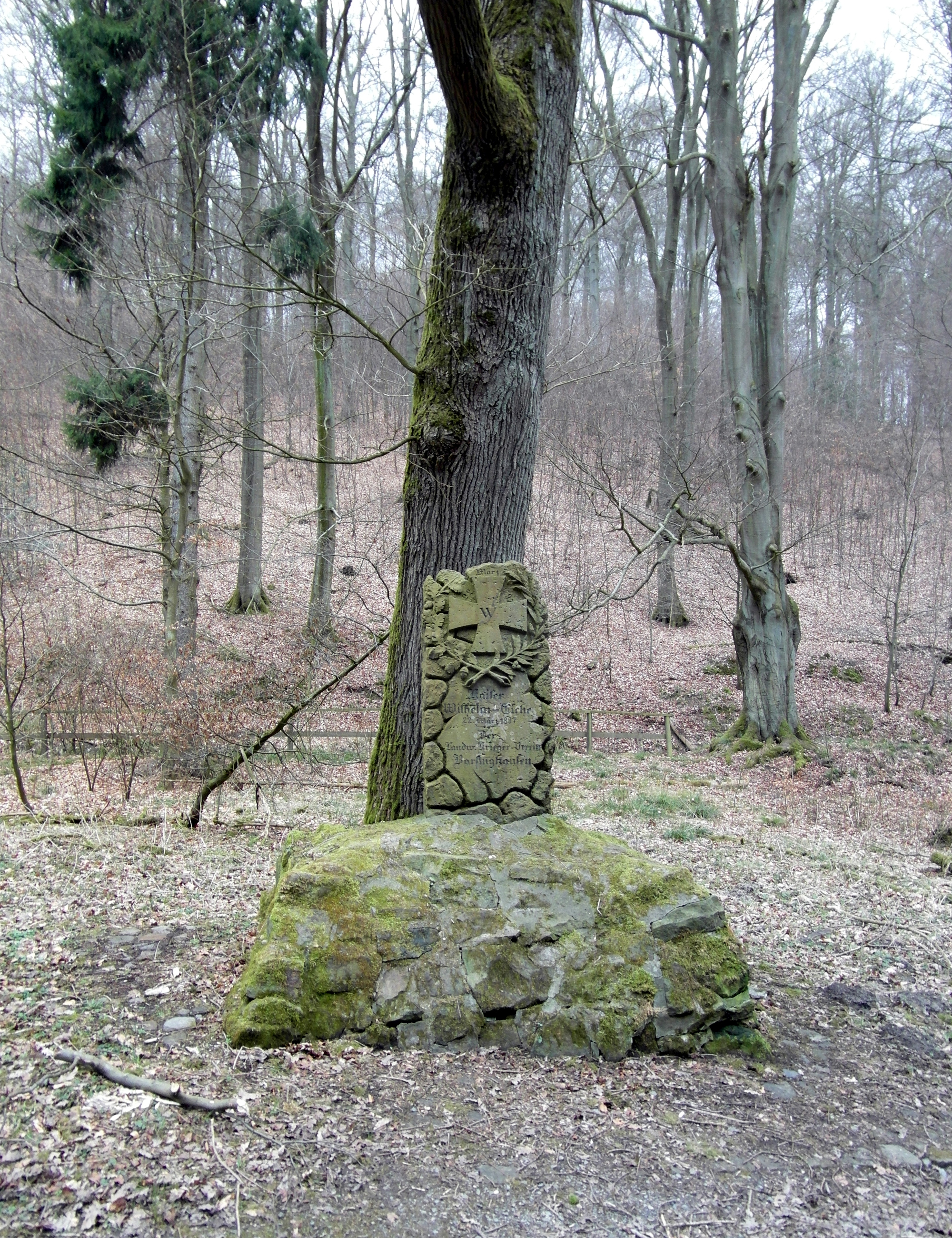
Gedenkstein am Fuß der Kaisereiche

Der Gedenkstein am Fuß der Kaisereiche, oder laut Inschrift der Kaiser Wilhelm-Eiche, ist ein Kulturdenkmal im Deister bei Barsinghausen in der Region Hannover in Niedersachsen.
Ein „Kaiser-Wilhelm-Denkmal“ steht an anderer Stelle in Barsinghausen.

## Geschichte
Zum 100. Geburtstag von Kaiser Wilhelm I. am 22. März 1897 wurde auch im Fuchsbachtal bei Barsinghausen eine Kaisereiche gepflanzt. Am Fuß der Eiche ließ der örtliche Landwehrkrieger-Verein ein kleines Denkmal aufbauen.
Der Fuchsbach war hier im 17. Jahrhundert zur Wasserregulierung im Steinkohlebergbau zum „Forellenteich“ aufgestaut worden.
Von der Kaisereiche gesehen auf dem anderen Bachufer liegt das Mundloch des 1831 angelegten „Unteren Sammannstollens“.
Dieser diente nach der Übernahme durch den preußischen Staat im Jahr 1875 nur noch der Bewetterung des vom Klosterstollen Barsinghausen erschlossenen Stollensystems.
Mit dem Bau des Gedenksteins 1897 wurde auch ein kleiner künstlicher Wasserfall am Fuchsbach bei der Kaisereiche angelegt. Der Kaiser-Wilhelm-Platz war um die Jahrhundertwende 1900 ein beliebtes Ausflugsziel der Barsinghäuser.
2022 gibt es zwischen Kaisereiche und Forellenteich eine Schutzhütte sowie Bänke und Sitzgruppen.

## Beschreibung

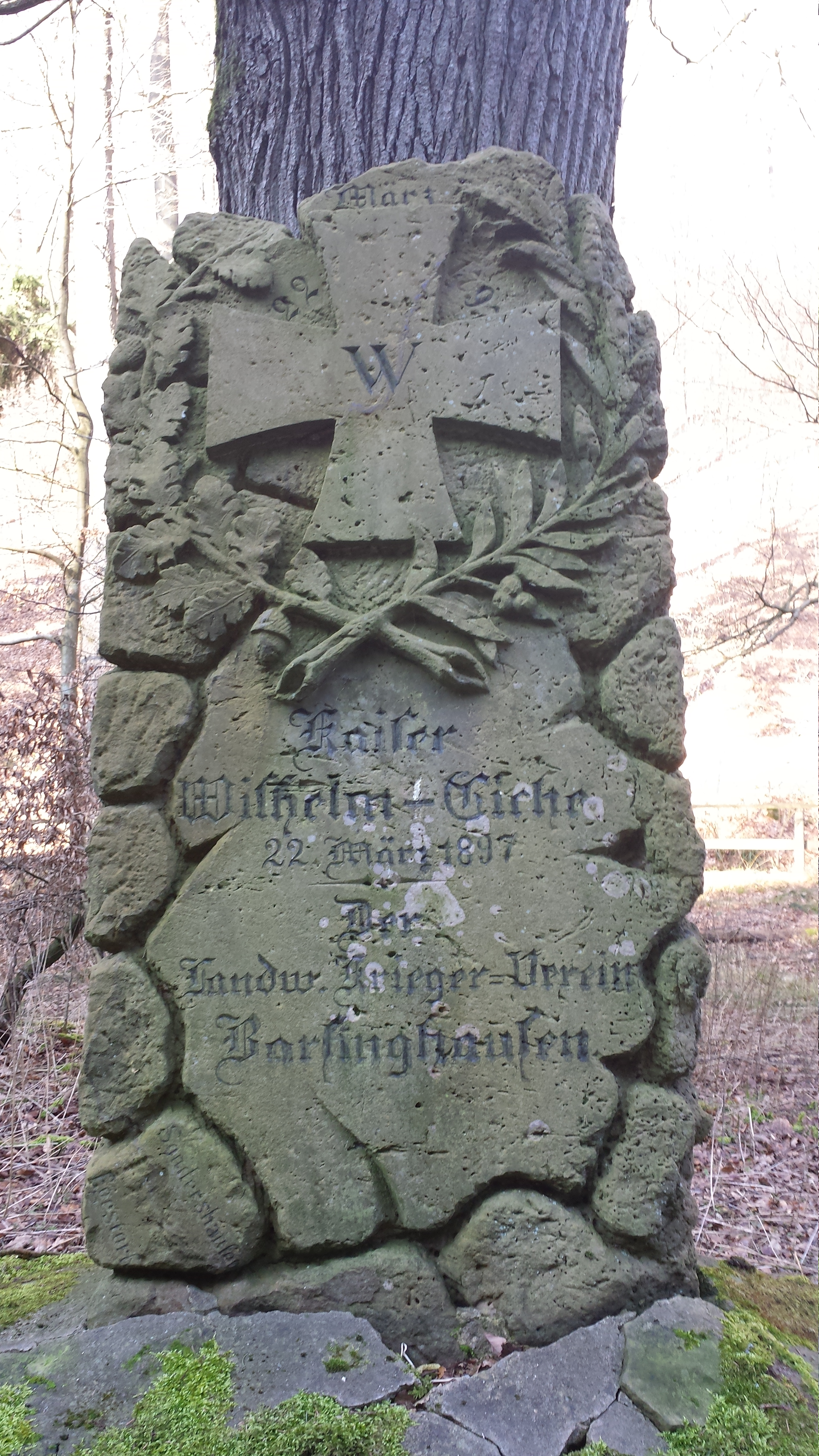
Der Gedenkstein

Im Gebiet des ehemaligen Königreichs Hannover sind wegen der Stimmung in der Bevölkerung nach der Annexion 1866 nur wenige Denkmale mit Bezug zu Preußen oder der Reichsgründung errichtet worden. Der Gedenkstein bei der Kaisereiche wurde 1897 durch den aus Thüringen zugezogenen Egestorfer Bildhauer Ulrich Sondershausen geschaffen.
Auf einem aus Bruchsteinen zusammengefügten kleinen Hügel steht eine Stele aus Sandstein. Die 149 cm hohe und 75 cm breite Stele ist im oberen Bereich als mit Eichenlaub umgebenes, mit dem Buchstaben „W“ versehenes Tatzenkreuz auf zusammengesetzten Bruchsteinen gestaltet.
Der untere Bereich der Stele trägt die Inschrift

„Kaiser
Wilhelm-Eiche
22.März 1897
Der
Landw. Krieger=Verein
Barsinghausen“

## Denkmalschutz
Die Kaisereiche im Fuchsbachtal ist mit dem Gedenkstein unter der Bezeichnung „Kaisereiche“ als Einzeldenkmal gemäß § 3 Abs. 2 NDSchG geschützt.
An der Erhaltung der Kaisereiche besteht aufgrund des geschichtlichen Zeugnis- und Schauwertes ein öffentliches Interesse.